# 초계 정씨
초계 정씨(草溪鄭氏)는 경상남도 합천군 초계면을 본관으로 하는 한국의 성씨이다. 시조 정배걸(鄭倍傑)은 고려 문종조에 예부상서(禮部尙書)·중추원사(中樞院使)에 이르렀다.

## 역사
초계 정씨(草溪 鄭氏)의 시조 정배걸(鄭倍傑)은 초계(草溪) 성산(城山: 현 경상남도 합천군 쌍책면 성산리) 출신으로서 1017년(현종 8) 문과에 장원으로 급제하여 1035년(정종 1) 좌습유 지제고(左拾遺知制誥)를 역임하고, 1047년(문종 1) 중추원부사(中樞院副使)로서 지공거(知貢擧)가 되어 진사 20명을 선발하였으며, 1051년(문종 5)에 예부상서(禮部尙書)·중추원사(中樞院使)에 이르렀다. 고려 최초의 사학으로 십이공도(十二公徒)의 하나인 홍문공도(弘文公徒: 일명 웅천도熊川徒)를 개설하였다. 1080년(문종 34)에 홍문광학추성찬화공신(弘文廣學推誠贊化功臣) 개부의동삼사(開府儀同三司) 수태위문하시중(守太尉門下侍中) 상주국(上柱國) 광유후(光儒侯)에 추증되었다. 시호는 홍문(弘文)이다.

## 본관
초계(草溪)는 경상남도 합천군에 속해 있는 지명으로 신라때에는 초팔혜현(草八兮縣)으로 부르다 경덕왕때 팔계(八溪)로 고쳐서 강양군(江陽郡;합천)의 영현으로 삼았다. 고려 태조 23년(940년) 초계(草溪)로 명칭을 고쳤고 현종때에 합천 임내(任內)에 붙였다가 명종 2년에 비로서 감무(監務)를 두었다. 충숙왕때 밀직사(密直使) 정수기(鄭守琪)와 초계사람 변우성(卞遇成)이 왕실에 공을 세워 초계군으로 승격하였고 조선시대에 그대로 유지되다 일제강점기인 1913년에 합천군에 병합되어 오늘에 이르고 있다. 별호(別號)는 청계(淸溪)이다.

## 기원
『삼국사기(三國史記)』에 취산진지촌(觜山珍支村)의 촌장(村長) 지백호(智伯虎)가 32년(유리이사금 9) 정씨(鄭氏) 성을 하사받았다고 기록되어 있으나, 『삼국유사(三國遺事)』에는 돌산고허촌장(突山高墟村長) 소벌도리(蘇伐都利)가 처음에 형산(兄山)에 내려와 사량부(沙梁部) 정씨(鄭氏)의 조상이 되었다고 하여 엇갈리게 기술되어 있다.

## 분파
정배걸의 3세손 정복공(鄭復公)의 장자 정영(鄭榮)은 전중내급사(殿中內給事)를 지냈고 후손을 내급사공파(內給事公派)라 하며, 차자 정행부(鄭幸夫)의 후손을 천호장공파라고 한다.
정배걸의 3세손 정복경(鄭復卿)의 독자 정윤기(鄭允耆)의 후손은 대제학공파라고 한다.
정배걸의 3세손 정복유(鄭復儒)의 후손 중 국자박사를 지낸 7세손 정승(鄭丞)의 후손을 박사공파라고 하고 6세손 정태화(鄭太華)의 후손을 대사성공파라고 한다.
- 내급사공파(內給事公派) : 종파(宗派) 
  - 남양파, 신계파, 마산파, 충주(어사공)파, 개성파, 담양파, 삭령파, 안성신곡파, 수안곡산파, 광주한강파, 해남파  
    - 충주파-집의공파, 죽산파, 지장파, 거제파, 청풍파
      - 집의공파-추동파, 오효파, 병산파
        - 오효파-덕교파, 송당파, 감곡파, 망덕(망덕,도장,오촌)파, 대야곡파
- 천호장공파(千戶長公派) : 정행부(鄭幸夫) - 4세
  - 호희공파
    - 이천종파, 춘천우두, 수원, 이천, 춘천도정, 김포, 시흥, 백일동, 부사원, 파주, 용인, 천안, 인천, 양주, 청주, 음성, 충주
    - 문간공파(순창, 곡성, 광주, 정읍, 곡성)

  - 전서공파
    - 청주, 보은, 예산, 남양천등, 해주, 포천, 양양, 남양중송, 남양지화, 진천, 제천, 여주, 안성, 순창, 철원, 연천, 부사원, 담양, 화순, 옥과, 신천
- 대제학공파(大提學公派) : 정복경(鄭復卿) - 3세
  - 경산파
    - 경산종파, 협석, 천동, 옥곡, 인각, 동계

  - 초계진주파
    - 송담공파(내천), 별제공파, 주부공파(삼천포, 산청), 매헌공파(거제, 진주),군사공파, 부사공파

  - 관동파
    - 종파, 도사공파, 교관공파, 시정공파, 만종공파, 산일공파, 선무랑공파(죽동,경방,가곡,향동), 경주공파(익산), 별좌공파, 백운공파, 예천공파, 송담공파, 삼구당공파, 이우당공파, 남애공파, 좌랑공파, 낭천공파, 승의랑공파, 주부공파, 진사공파, 부사공파, 병사공파
- 박사공파(博士公派) : 정승(鄭丞) - 7세
  - 진정종파
    - 진정, 대구, 연동, 포두, 산청천지, 포두상촌, 야로, 함안칠원, 산청상법, 쌍백신기, 향묵, 궁평, 초곡, 안의교북

  - 장양공파
    - 양림, 신반, 경산, 문산, 함안, 갑산, 산청, 대정, 신반, 영산, 여배, 학동, 야로창동, 오소

  - 상시공파
    - 장사랑공파, 문간공파, 교위공파, 판관공파, 교리공파, 진사공파, 강헌공파(용인)

  - 용인파
- 대사성공파(大司成公派) : 정태화(鄭太華) - 6세
  - 서정공파
    - 종파, 부사공파, 이암재파, 백헌공파, 서암재공파, 서하당공파

  - 효정공파
    - 종파(양산,서산), 부사공파, 선전공파, 수재공파

## 인물
- 정문 - 정배걸의 아들로 10년간 형부를 맡아 보았으나 함부로 죄를 올렸다 내렸다 하지 않았다. 숙종 때 비서감으로 송나라에 사신으로 다녀온 후 형부상서,정당문학, 태자빈객을 지내고 예종 즉위 후 검교사공(檢校司空) 예부상서(禮部尙書)를 지냈다. 궁중에서 근무하던 중 급환이 발생해 왕은 내의를 보내 치료하게 하였으며 병이 깊어지자 특진 좌복야 참지정사를 내렸다. 시호는 정간(貞簡)이다.
- 정복공 - 정문의 아들로 문과급제하고 태중대부, 형부원외랑을 지냈다.
- 정복경 - 정문의 아들로 문과급제하고 합문지후, 호부원외랑, 예부원외랑을 거처 시군기소감(試軍器少監)을 지냈다.
- 정신 - 고려때 합문지후를 지냈으며 은청광록대부, 상서좌복야에 추증되었다.
- 정수기 - 친종장군, 만호 등 무관직을 역임하였다. 1280년(충렬왕6) 무덕장군(武德將軍) 관군천호(管軍千戶)가 되어 금패(金牌)와 인(印)을 하사받았다.
- 정윤의 - 정배걸의 7세손으로 원종9년(1268년) 과거에 차석으로 합격하고 충렬왕26년(1300년) 동지공거(同知貢擧)가 되어 과거를 주관하였다. 밀직제학(密直提學)으로 서북면도순문사가 되었으며 봉익대부(奉翊大夫)에 이르렀다. 슬하에 3녀를 두었으며 세명의 사위들이 모두 공경에 이르렀는데 성주인(星州人) 이조년(李兆年)은 공의 맏사위이다.
- 정선 - 정배걸의 7세손으로 과거에 장원급제하고 3군의 수령을 지냈는데 치적이 모두 우수하였다. 공민왕때 우산기상시를 지냈고 재초도감(齋醮都監)을 관장하였으며 첨의평리(僉議評理)로 치사하였다.
- 정국경 - 고려때 문과급제하고 병부상서를 지냈으며 청성군에 봉군되었다.
- 정광조 - 고려때 보승별장을 지냈다.
- 정광계 - 충숙왕 3년(1316년) 문과급제하고 보승낭장, 판도판서를 지냈다.
- 정연 - 1347년(충목왕3) 정치도감의 정치감이 되어 개혁에 힘썼으며 공민왕때 교주강릉도도지휘사, 판개성부사를 거쳐 밀직제학을 지내고 팔천군에 봉해졌다. 공민왕 5년(1356년) 수사공, 우복야에 제수되었으나 채하중의 사건에 연루되어 청주목사로 좌천된 후 경북 경산에 유배되었다. 이후 유배지였던 경산에 은거하였으나 예학과 음률에 밝아 많은 후진들이 찾아와서 배웠다.
- 정수 - 고려때 사재부령을 지냈다.
- 정옥량 - 유일로 봉직랑, 하양현감을 지냈으며 청백리로서 이름이 높았다. 효자로서 정문이 세워졌으며 이조판서에 증직되었다. 시호는 효정(孝貞)이다.
- 정편(鄭便) - 고려때 통례문 봉례를 지냈다. 고려가 망하자 왕실의 사위로서 개경에서 원주 가야곡으로 은거하였으며 왕씨부인은 망명도중 강물에 투신 자살하였다.
- 정습인 - 공민왕 4년(1355년) 문과급제하고 성균학관, 지영주사, 우산기상시, 지제교를 지냈다. 곧은 절개로 유명하였다.
- 정요 - 고려조에 문과급제하고 화령부사로 왜구를 토벌하였으며 위화도회군에 참여하였으며 조선시대 자헌대부, 상의문하부사, 의흥삼군부 동지절제사를 거쳐 숭정대부 판한성부사에 이르렀다. 시호는 호희(胡僖)이다.
- 정전 - 1382년(우왕8) 문과 장원급제하고 검교한성부윤(檢校漢城府尹), 보문각제학(寶文閣提學), 예조참의(禮曹參議) 등을 지냈다. 왕조가 바뀌자 고려왕조에 충절을 지켜 벼슬을 버리고 은거하였다.
- 정온 - 세조조에 무과급제하고 아산현감, 사헌부감찰, 삼도해운판관등을 지냈다.
- 정잠 - 형조좌랑, 지평, 의정부 경력을 지내고 직제학, 충청도관찰사를 지냈다.
- 정편(鄭偏) - 중종14년(1519년) 문과급제하고 호조.형조 좌랑을 지내고 개성.청송.서흥.김제의 4군의 수령을 지내고 사간원 사성으로 치사하였다.
- 정준(鄭俊) - 무과에 급제하여 온성진절제사로서 1467년 이시애의 난이 일어나자 구성군 준(浚)의 비장으로 출전하여 적개공신 3등에 책록되고 초계군에 봉해졌다. 지조가 굳고 확실하였으며 호송군을 거느리고 요동으로 가는 도중 가산군에 이르러 병사했다. 병조판서에 이르렀으며 시호는 장량(莊襄)이다.
- 정종아 - 무과에 급제하고 부산포첨절제사, 통정대부, 충주목사를 지냈다.
- 정회아 - 통훈대부, 광주판관을 지냈으며 세조때 원종훈에 녹훈되고 의금부지사를 지냈다.
- 정이아 - 단종1년(1453년) 문과급제하고 정자, 교리등을 지내고 서장관으로 명나라를 다녀오다 순직하였다.
- 정발 - 경주부윤, 동지중추원사를 지냈으며 문종 즉위년 중추원부사로서 성절사가 되어 명나라를 다녀왔다. 세조 즉위후 숭정대부, 지중추부사에 이르렀다.
- 정옥형 - 사헌부 감찰, 통정대부, 창원부사를 지냈다.
- 정창 - 세종20년(1438년) 문과급제하고 문학, 집현전 교리를 지냈으며 성삼문 박팽년 등과 더불어 크게 이름을 떨쳤다. 단종조에 정치가 어지러워지자 노모 봉양을 핑게로 진천군수를 자원하였으며 세조 즉위후 관직을 버리고 고향으로 은거하였다. 박팽년, 하위지, 성삼문, 김시습과 교분이 두터웠으며 생육신과 병칭하였다.
- 정윤겸 - 성종때 무과에 급제하고 사헌부감찰, 군자시주부를 거쳐 사복시판관 재직시 중종반정에 가담하여 정국삼등공신으로 책록되었다. 4도의 병마절도사와 수군절도사를 지내고 오위도총부부총관 및 동지중추부사를 지냈다.
- 정윤성 - 무과에 급제하여 평안도병마절도사를 지냈다.
- 정구룡 - 훈련원 주부를 지내다 임진왜란을 만나 정기룡 장군 막하에서 선봉장으로 활약하다 적탄을 맞아 장렬히 순절하였다.
- 정준(鄭浚) - 1540년 문과급제하였으며 병조정랑으로 춘추관기주관을 겸하여 중종실록편찬에 참여하였다. 우부승지, 부제학, 강원도관찰사를 지냈다.
- 정전(鄭詮) - 무과에 급제하여 남원부사, 담양부사 등 여섯고을의 수령을 지내고 통정대부, 순천도호부사에 이르렀다.
- 정종영 - 중종25(1530년) 문과급제 후 청요직을 두루역임하고 1552년(명종7) 청백리에 녹선되었으며 4도의 관찰사와 육조의 판서를 두루 역임하였다. 평안도관찰사 부임시 평양에 서원과 서적포를 설립하여 학문의 진흥에 크게 기여하였으며 경상도관찰사 부임시 윤원형에게 아부하여 부정행위를 하는 수령과 요승을 제거하였다. 우찬성, 판중추부사를 지내고 조선시대 재신으로는 최초로 치사하였다.
- 정중원 - 사헌부 감찰, 아산현감, 청양현감을 지냈으며 치적이 우수하였다.
- 정진철 - 무과에 급제하여 부사과, 수군만호, 사용, 사맹 등을 지냈으며 명천부사, 첨지중추부사 겸 오위장을 지냈다.
- 정약 - 직장, 주부, 감찰, 도사, 판관을 역임하고 고성, 곡산, 이천, 영월 등 각읍의 수령을 지낸 후 통정대부 양주목사를 지냈다.
- 정혹 - 팔계군 정종영의 4남으로 이조정랑, 의정부 사인, 경연참찬관, 우승지, 강원도관찰사를 지냈다.
- 정세소 - 중종17년(1516년) 문과급제하고 사간원 정언을 지낸 후 5도의 관찰사와 예조참판을 지냈다.
- 정문익 - 1611년(광해군3) 문과에 장원급제 하였으며 홍문관 교리를 거쳐 충청도관찰사를 지냈다.
- 정덕기 - 1576년 선조 9년 과거 급제하고 남원부사를 지냈다.
- 정기광 - 광해군 1년(1608년) 별시문과에 급제하고 나주목사, 동래부사를 거쳐 양전어사로서 청홍도에 출안하였다. 병자호란 당시 병조참의로서 남한산성 수비의 총 책임자로 활약하였으며 승정원의 좌부승지, 우승지등을 지냈다.
- 정  진 - 1624년 인조 2년 과거 급제하고 공조와 예조의 좌랑을 지냈다
- 정기풍 - 인조 26년(1648년) 문과급제하고 문학, 지평, 장령, 필선, 집의 등 청요직을 두루 역임하고 신계현감, 양양부사, 경주부윤을 역임하였고 치적이 우수하여 곳곳에 선정비가 세워졌다.
- 정기숭 - 영의정 이덕형의 사위로 전설사 별검을 시작으로 태인, 양구, 여천의 수령을 지내고 인천도호부사를 지냈다.
- 정의국 - 임진왜란때 공을 세워 공조참의에 추증되고 마을 입구에 하마비가 내려졌다.
- 정유정 - 선조 3년(1570년) 문과급제하고 헌납, 사간, 해주목사를 지냈다.
- 정예남 - 선조때 임진왜란이 일어나자 임금을 의주까지 호종하여 호종원종공신에 녹훈되었다. 이후 상의원 주부, 내의원 어의, 첨지중추부사를 지냈다.
- 정인 - 선조24년(1591년) 문과급제하고 병조.예조좌랑, 병조정랑, 강릉부사를 거쳐 사헌부 지평, 장령등을 지냈다.
- 정석량 - 중부참봉, 의령직장, 찰방 등을 지냈다.
- 정엽 - 조선 인조대의 명신으로 이이, 성혼, 송익필의 문인이다. 1583년(선조16) 문과급제하고 인조반정 후 대사성, 동지경연, 원자사부를 겸하여 학제를 상정하여 성균관을 다시 크게 일으켰다. 대사헌을 다섯번 겸하고 한꺼번에 네 가지 직임을 겸임하여 격무로 병을 얻어 죽었다. 저서로 근사록석의와 수몽집이 있으며 우의정에 추증되었고 시호는 문숙(文肅)이다.
- 정창시 - 수운판관, 고령현감등을 역임하였고 통훈대부, 공조정랑, 예빈주 주부를 지냈다.
- 정수명 - 청안, 노성, 과천, 마전 현감을 두루역임하고 영월부사, 장악원 첨정을 지냈다.
- 정원석 - 1627년 인조 5년 과거에 급제하고 예조정랑, 성균관 사예, 사재감 첨정을 지냈다.
- 정수석 - 종부시 주부, 옥과현감, 호조좌랑, 호조정랑, 김제군수, 연안부사, 사직령등을 역임하였다.
- 정계주 - 영조 16년(1740년) 문과장원급제하고 현감, 봉상시 첨정 등을 지냈다.
- 정륜 - 인조22년(1644년) 문과급제하고 의주부윤, 안동부사를 지내고 황해도 및 강원도관찰사를 지냈다. 공조.호조.예조참의를 두루 거치고 예조참판 겸 동지의금부사, 오위도총부부총관에 이르렀다.
- 정시심 - 1646년 인조 24년 과거 급제하고 승문원 주서, 보안도 찰방을 지냈다.
- 정명겸 - 1648년 인조26년 과거에 급제하고 성균관 학유, 종묘서 부봉사, 직장을 지냈다.
- 정온 - 광해군2(1610년) 문과급제하고 광해군 집권시 영창대군이 강화부사 정항에 의해 피살되자 격렬한 상소를 올려 정항의 처벌과 폐모론의 부당함을 주장하였다. 이후 제주도 대정에서 10년간 유배생활을 하였고 이때 망북두시(望北斗詩), 망백운가(望白雲歌)를 지었다. 병자호란시 이조참판으로서 화의가 이루어짐을 보고 할복 자결을 시도하였으나 실패후 모든 관직을 버리고 덕유산 은거하다가 5년만에 죽었다. 숙종때 영의정에 추증되었으며 시호는 문간(文簡)이다.
- 정문익 - 광해군 3년(1611년) 문과장원하고 병조좌랑 및 지평, 헌납,, 교리, 시강원문학 등의 청요직을 두루 역임하였다. 광해 혼조시 간신배의 농권으로 충원현감을 자원하였으며 이듬해 사퇴하였다. 인조반정 후 숙천부사로 특명을 받았으며 이괄의 난 때 공을 세워 통정대부, 자산군수, 안악군수를 역임하였다. 정묘호란 후 공조참의가 되어 심양에 다녀온 후 가선대부, 이조참판을 지냈다.
- 정국빈 - 무과에 급제하고 훈련원 첨정, 절충장군, 용양위부호군을 지냈다. 오효자로 널리 알려진 다섯 형제분들 중 막내로 충효로 이름이 높았다.
- 정동륭 - 1690년 숙종 16년 과거 급제하고 결성현감을 지냈다.
- 정한주 - 1691년 숙종 17년 과거 급제하고 병조좌랑을 지냈다.
- 정우주 - 숙종17년(1691년) 문과급제하고 좌승지를 지낸 후 양양, 강릉, 진주 등 10군의 수령을 역임하고 이조참의에 이르렀다.
- 정내주 - 1705년 숙종 31년 과거에 급제하고 동래부사, 안주목사를 지냈다.
- 정운주 - 숙종 33년(1707년) 문과급제하고 지평, 장령, 헌납등을 역임하였다.
- 정동(鄭棟) - 정조 7년(1783년) 문과급제하고 병조좌랑, 사헌부 감찰 등을 지냈으나 권간들의 농권으로 향리로 은거하였다.
- 정시망 - 광해조때 국정쇄신을 상소하였다가 왕의 노여움으로 유적을 삭탈당하기도 하였으나 인조반정 후 인조8년(1630년) 문과 장원급제하고 호조좌랑, 호조정랑, 한성부 서윤, 장령을 지내고 안악군수, 수안군수, 사예등을 지냈다.
- 정희보 - 영조1(1725년) 문과 장원급제 하였고 지평, 정언, 병조정랑, 집의, 보덕, 동부승지 등을 차례로 역임하였으고 첨지중추부사, 병조참의, 부승지를 지냈으나 왕실의 외손인 원경하의 무고로 극지의 지방관으로 좌천되었다.
- 정희규 - 경종 원년(1721년) 문과급제하고 지평, 장령, 헌납 등을 지냈다.
- 정덕겸 - 무과에 급제하고 5읍 3곤의 수령을 지냈으며 가의대부, 동지중추부사, 오위도총부부총관에 이르렀다.
- 정계장 - 숙종 22년(1696년) 문과급제하고 장령등 내직을 거쳐 임천군수, 제주목사를 지냈다.
- 정추 - 숙종6년(1680년) 별시문과에 급제하고 내직을 두루 역임하고 금산, 진주, 청주, 홍주의 수령을 지내고 황해도관찰사에 제수되었으나 노모의 봉양을 위해 부임하지 못하였다. 지방관 재임시마다 청백리로서 백성을 사랑하고 선정을 베풀었다.
- 정담 - 무과에 급제하고 3읍의 수령을 거쳐 흥해군수를 지냈다. 각 고을마다 선정비가 세워졌으며 사친지효하고 우애지극하였다.
- 정창주 - 인조15년(1637년) 문과급제하고 지평, 지제교, 헌납등을 지내고 우부승지를 지낸 뒤 청나라에 다녀와서 부제학에 이르렀다. 외직으로는 2읍의 현감과 5부의 부사와 목사를 지내고 전라도.황해도관찰사를 지냈다.
- 정이상 - 무과에 급제하고 옥천군수, 용천부사를 지내고 삼도수군통제사, 우포도대장을 지냈다.
- 정홍좌 - 무과에 급제하고 영서찰방, 형조.공조의 정랑을 지내고 북병사, 삼도수군통제사, 여주목사등을 지냈다.
- 정국신 - 1754년 영조 16년 과거에 급제하고 삼례 찰방을 지냈다.
- 정원선 - 정조 18년(1794년) 문과급제하고 사간, 봉상정, 지평, 장령 등을 지냈다.
- 정여직 - 무과에 급제하고 부령부사 재임시 선치수령으로 표리를 하사받았다. 영조 때 4도의 절도사와 어영대장, 총융사, 좌포도대장, 훈련대장, 한성부 우윤을 역임하였다.
- 정여곤 - 무과에 급제하고 2읍과 2진의 수령을 지내고 가선대부, 동지중추부사를 지냈다.
- 정환유 - 영조33년(1757년) 문과급제하고 정언, 지평, 장령, 헌납 등 청요직을 두루 역임하고 승정원 승지를 지냈고 영광군수를 거쳐 가의대부, 한성부 좌윤에 이르렀다.
- 정내백 - 1783년 정조 7년 과거 급제하고 지평, 정언, 교리 등 청요직을 두루 역임한 뒤 전라우도 암행어사를 거쳐 이조참의, 대사간을 지냈다.
- 정규찬 - 고종1년(1864년) 무과에 급제하고 도총부 도사, 도총부 경력, 포도청 종사관, 참상 선전관을 역임하고 인차외만호, 진해현감, 병마우후를 지냈으나 동학혁명이 발생하여 성이 함락하여 순절하였다. 군무아문참의에 추증되었다.
- 정홍경 - 순조13년(1813년) 문과급제하고 지평, 좌통례, 병조참판을 지내고 가의대부, 대사간을 역임하였다.
- 정기화(鄭琦和) - 순조27(1827년) 문과에 급제하고 삼사의 청요직을 두루 역임한 뒤 세자시강원 필선을 지내고 이조참판에 추증되었다. 우화소설 천군본기(天君本紀)는 국문학 연구의 귀중한 자료이다.
- 정기화(鄭夔和) - 지례현감 등 3읍의 수령을 지내고 가선대부, 돈녕부 도정, 호군에 특임되었다.
- 정준화 - 의릉 참봉, 선공감 봉사, 예빈 직장, 사복시 주부, 전생서 판관등을 거쳐 임실 현감을 지내고 통정대부에 가자되었다. 진산 군수, 돈녕부 도정을 지낸 후 가선대부에 가자되었으며 한성판윤, 대호군, 공조판서, 지의금부사, 상호군을 지내고 숭정대부에 가자되었다. 지방관 재임시 임지마다 선정을 베풀었다.
- 정덕화 - 순조때 문과급제하고 지평, 사간원 대사간, 강화부 유수를 거쳐 가선대부, 호조참판에 이르렀다.
- 정재규 - 기로사 선생의 문인으로 행의, 문학, 경학, 예학이 저세하였고 을사조약 이후 은거하며 문인교도와 저술에 전념하여 저서 40여권을 남겼다.
- 정필한 - 1804년 순조 4년 과거 급제하고 가주서, 장령, 사간을 지냈다.
- 정현유 - 철종때 문과급제하고 3사의 청요직을 두루역임하고 경연 참찬관, 승정원 좌승지등을 지냈다. 첨지중추부사, 형조참의, 사간원 대사성에 이르렀으나 조졸하여 세인들이 애석하게 여겼다.
- 정현오 - 고종25년(1888년) 문과급제하고 가감역관을 시작으로 정언, 수찬, 교리 등 요직을 두루역임하고 서학교수, 문신겸선전관, 우통례 등을 지냈다.
- 정현덕 - 철종1(1850년) 문과급제하고 3사의 요직을 두루거치고 승정원 좌승지, 이조참의, 대사성을 거치고 사은사로 청나라에 다녀왔다. 흥선대원군의 최측근으로 동래부사를 10년 맡으면서 대일외교를 주관하였으나 대원군과 민비의 권력투쟁으로 함경도 문천에 유배되었다. 1882년 임오군란 뒤 형조참판에 기용되었으나 흥선대원군의 실각과 함께 원악도로 유배된 후 사사되었으나 곧 신원되었다.
- 정현석 - 후릉참봉을 시작으로 3조 5부의 내직을 두루 거치고 10군의 수령을 역임하는 동안 치적이 현저하여 곳곳에 선정비가 세워졌다. 진주목사 부임시 교방가요를 저술하였으며 덕원부사 재임시 최초의 근대식 학교인 원산학사를 설립하였다. 동지돈녕부사, 첨지중추부사, 동지의금부사, 공조참판, 한성부좌윤, 형조참판, 호조참판, 황해도관찰사, 황해도병마수군절도사를 지냈다.
- 정현영 - 고종때 문과급제하고 홍문관, 사헌부, 사간원의 내직을 두루 역임하였고 3조의 참의를 역임한 후 승정원 동부승지, 돈녕부 도정을 거쳐 숭정대부, 장례원경을 지냈다.
- 정기상 - 고종11년(1874년) 문과급제하고 부수찬, 경연검토관, 교리, 수찬, 장령, 헌납, 집의등 내직을 두루 역임하고 병조참의, 울산부사를 지냈다.
- 정택선 - 무과에 급제하고 충청도수군절도사, 경상우도병마절도사, 황해도병마절도사를 지내고 가선대부, 훈련원도정, 한성부 우윤, 동지의금부사등을 지냈다.
- 정봉시 - 춘천군수 등 5군의 수령을 지내고 내부지방국장, 겸임내부치도국장을 지내고 함경남도관찰사, 규장각부제학, 경학원대제학을 지냈다.
- 정창시 - 휘릉원 참봉, 효창원 참봉을 지내고 탁지부 세무시찰관을 지내고 통정대부에 승자되었다.
- 정헌시 - 고종19년(1882년) 문과급제하고 3사의 내직을 두루역임하고 예조.호조참의, 승정원동부승지, 경연참찬관, 사간원대사간을 지내고 공조.병조.예조의 참의와 중추원의관을 지냈다.
- 정원시 - 고종때 문과급제하고 봉상시 참봉을 시작으로 교서관 정자, 오수찰방, 전적, 예조정랑, 지평, 황산찰방 및 진해현감을 지냈다.
- 정준시 - 의정부 주사, 내부참사관, 내부지방국장을 지내고 비서원승, 봉상시 부제조를 거쳐 안산군수, 광주부윤을 지냈다.
- 정대현 - 무과에 급제하고 포이 만호와 선전관을 지내고 통정대부, 도총부 경력을 지냈다.
- 정일선 - 용양위 부호군을 지내고 돈녕부 도정, 동지중추부사를 지냈다.
- 정호준 - 조선말기 내부주사를 거쳐 비안군수를 지냈다.
- 정태균 - 조경묘 참봉, 공릉참봉을 거쳐 통정대부, 비서감승, 중추원 참의를 지냈다.
- 정윤영 - 유일로 의금부 도사에 제수되고 공조정랑, 성균관 직강, 사간원 사간 등을 지냈다. 1881년 유생들이 척사운동을 일으킬 때 척사만인소를 작성하여 경기유생들을 적극지원하였다.
- 정현철 - 원산감리서, 부산감리서의 서기관 및 진남포, 성진, 경흥의 감리서 감리를 지냈다. 삼화, 성진, 경흥, 안악의 수령을 지냈으며 한말 개화당 인사들과 깊이 교류하였다. 대한독립협회의 간부로 활약하였고 3.1운동 당시 왜경으로부터 무수한 박해를 받았다.
- 정연갑 - 북부도사를 지내고 내직을 두루 역임한 후 비서감승을 지냈다.
- 정연시 - 고종 28년(1891년) 문과급제하고 가주서, 홍문관 교리, 사헌부 지평, 동학교수를 지냈다.
- 정두호 - 경사에 밝고 사친지효 하였으며사헌부 감찰을 지냈다.
- 정종철 - 부산부윤, 서울부시장, 경남도지사를 지냈다.
- 정균식 - 동아일보기자 출신으로 1948년 전남 담양 선거구에서 제헌국회의원을 지냈다.
- 정호선 - 민선 도의원을 지냄
- 정호덕 - 민선 도의원을 지냄
- 정호민 - 민선 도의원을 지냄
- 정우철 - 양양군 부군수를 지냈다.
- 정명시 - 명주,인제,횡성 부군수 및 강릉,원주 부시장을 지내고 양양군수를 지냈다.
- 정상철 - 강원도의회 부의장을 지내고 민선 양양군수를 지냈다.
- 정상헌 - 훈련원 도정을 역임한 20세 정국빈의 11대손(31세)으로 충북도청 농산과장, 중원부군수, 단양부군수, 음성부군수, 충북도민교육원장, 1995년-2002년 초대 민선음성군수(무소속), 2대 민선음성군수(자민련) 역임하였고, 1997년 한국언론이 주목한 10대 우수단체장 베스트에 선정되기도 하였으며, 내급사공파 대종회 부회장을 역임하였다.
- 정호영 - 춘천,대전지방법원장을 거쳐 대전,서울고등법원장을 지냈다. 2008년 이명박 한나라당 대선후보 주가조작 등 혐의의 진상규명을 위한 특별검사를 지냈다.
- 정상렬- 대한민국 의사. 현재 부민병원 센터장
- 정우식 - 제주도지사를 지내고 경남 산청, 거창, 함양 선거구에서 제8대와 9대 국회의원을 지냈다
- 정범구 - 음성, 진천, 괴산, 증평 선거구에서 제16대, 18대 국회의원을 지내고 주 독일대사를 지냈다.
- 정유섭 - 1978년 제22회 행정고시에 합격 후 국립해양조사원 원장, 인천지빙해양수산청장을 지내고 인천시 부평 갑 선거구에서 제20대 국회의원에 당선되었다.
- 정현백 - 이화여대를 졸업하고 성균관대 사학과 교수를 지내고 제6대 여성가족부 장관을 지냈다.
- 정영환 - 고려대 법대 교수로 고려대 교무처장을 지내고 제15회 한국법학교수회 회장과 대법원재판연구관을 지냈으며 국민의힘 공천관리위원장을 지냈다.
- 정계선 - 강원도 양양 출생으로 서울행정법원 판사를 시작으로 서울고등법원 판사, 헌법재판소 헌법연구관, 사법연수원 교수, 서울중앙지방법원 판사를 지내고 현재 서울서부지방법원장으로 재직중이다.
- 정용후 - 경기도 파주 출생으로 공군전투비행단장, 한미연합사정보참모부장, 공군인사참모부장을 거쳐 1989년 공군참모총장을 지냈다.
- 정호섭 - 1982년 미국 버지니아 종합군사학교를 졸업하고 한미연합사 인사참모부장, 해군교육사령관, 해군작전사령관, 해군참모차장을 거쳐 2015년 제31대 해군참모총장을 지냈으며 현재 재단법인 한미동맹재단 고문으로 있다.
- 정용섭 - 육군소장으로 정보사령관을 지냈다.
- 정명조 - 경남 거제 출생으로 군 종교구장, 부산교구 제3대 교구장, 한국 천주교 주교회의 총무를 거쳐 2005년 한국 천주교 주교회의 의장을 지냈다.
- 정동남- 연세대학교 행정대학원을 졸업하였으며 1980년 영화배우로 데뷔하였고 한국구조연합회 회장을 지냈다.
- 정우성 - 서울 관악구 출생으로 1994년 영화배우로 데뷔하였고, 1995년부터 드라마에도 출연하였다. 유엔난민기구 친선대사이다.
- 정호용 - 경기도 양평 출생으로 범양건영 사장, 한일개발 전무, 대한항공 전무 및 대한적십자중앙위원회 의장을 지냈다.
- 정  황 - 서울대학교 대학원을 졸업하였으며 롯데칠성음료 대표이사를 지냈고 현재 필리핀 펩시 부사장으로 있다.
- 정병운 - 경기도 양평 출생으로 백석대학교 초빙교수, 중앙선거관리위원회 선거방송토론위원회 상임위원, 서울시 선거관리위원회 상임위원을 지냈다.
- 정호집 - 강원도 평창 출생으로 고려대 정책대학원을 졸업하고 대구시 선거관리위원회 사무국장, 대구시 선거관리위원회 상임위원을 지냈다.

## 집성촌
- 경상남도 합천군 쌍백면 육리, 평구리
- 경상남도 합천군 쌍책면 진정리
- 경상남도 의령군 화정면 상정리
- 경상남도 거제시 장목면 대금리
- 경상남도 거제시 거제면 오수리
- 경상북도 포항시 청하면 미남리
- 경상북도 경산시 남천면 협석동
- 강원도 양양군 현남면 죽리
- 강원도 횡성군 공근면 학담리/공근리
- 충청북도 음성군 금왕읍 도청리
- 충청남도 천안시 성환읍 와룡리
- 경기도 화성시 서신면 궁평리
- 경기도 이천군 장호원읍 풍계리
- 경기도 용인시 처인구 화산리
- 경기도 고양시 일산읍 마두리

## 항렬자
| 30세   | 31세   | 32세   | 33세   | 34세   | 35세   | 36세   | 37세   | 38세   | 39세   | 40세   | 41세   |
| ------ | ------ | ------ | ------ | ------ | ------ | ------ | ------ | ------ | ------ | ------ | ------ |
| 인(寅) | 헌(憲) | 용(用) | 구(九) | 우(雨) | 하(河) | 성(晟) | 기(起) | 한(漢) | 재(宰) | 윤(潤) | 규(揆) |

## 조선 왕실과의 인척관계
- 성종 후궁 귀인 정씨
- 인천옹주(정종의 서녀) 사위 정석화

## 인구
- 1985년 20,215가구 83,311명
- 2000년 29,264가구 93,586명
- 2015년 104,155명